# 다나카 다쓰오
다나카 다쓰오(일본어: 田中 龍夫, 1910년 9월 20일~1998년 3월 30일)는 13선 중의원 의원을 지낸 일본의 정치인이다.

## 생애
1910년 9월 20일에 지금의 야마구치현 하기시에서 육군 군인 다나카 기이치의 장남으로 태어났다. 구제 교세이 중학교와 구제 우라와 고등학교(지금의 사이타마 대학)를 거쳐 도쿄 제국대학(지금의 도쿄 대학) 법학부 정치학과에 입학했다. 이때 아버지가 사망해 남작을 습작했으며 다나카 세쓰코와 결혼했다.
1937년에 대학을 졸업한 뒤 남만주철도주식회사에 입사했다. 이후 기획원 조사관, 군수성 군수관을 역임한 뒤 고이소 내각에서 농상상 시마다 도시오의 비서관으로 일했다.
제2차 세계 대전이 끝난 1945년에 시데하라 내각의 상공상 오가사와라 산쿠로의 비서관으로 근무하다가 1946년 5월 11일에 보궐선거에서 귀족원 의원으로 선출되었다. 1947년 5월 2일 「일본국 헌법」의 시행을 앞두고 귀족원이 폐지되었다. 그 해에 지사 선출 방식이 관선에서 민선으로 바뀌자 야마구치현지사 선거에 출마해 당선돼 초대 민선 지사가 되었다. 1951년에 재선에 성공했다가 동향 선배인 기시 노부스케의 권유를 받고 1953년 총선에 출마해 당선됐다. 이때 무소속으로 출마했음에도 지역구 1위에 오르는 기염을 토했다. 하지만 당선 후 기시가 소속된 자유당에 입당했다. 이후 총리대신 요시다 시게루를 비판하던 기시가 자유당에서 제명되자 다나카도 기시를 좇아 자유당을 탈당한 뒤 일본민주당 창당에 참여했다.
보수합동으로 1955년에 자유민주당이 창당되자 자민당 소속이 되었다. 1957년 7월에 제1차 기시 내각 (개조)이 발족하자 내각관방부장관(정무 담당)이 되어 11개월을 재임했다. 1967년 11월에 제2차 사토 내각 (제1차 개조)이 출범하자 총리부 총무장관에 취임해 처음 입각했으며 이후 후쿠다 다케오 내각에서 통산상, 스즈키 젠코 내각에서 문부상을 지냈다. 문부상에서 물러난 1981년에는 자유민주당 총무회장에 취임해 1년간 재임했다.
1990년에 중의원 해산이 이루어지자 총선에 출마하지 않고 정계를 은퇴했다. 지역구는 야마구치현의회 의원이던 가와무라 다케오가 물려받았다. 같은 해 훈1등 욱일대수장을 수훈했다.
1998년 3월 30일에 급성 심부전으로 사망했다. 향년 87세. 묘소는 다마 공동묘지에 있다.

## 이야깃거리
야마구치현지사로 재임할 때 한반도의 긴장이 높아지자 이에 위기감을 가지고 지사 직할로 조선정보실을 창설했다. 조선총독부에서 근무한 적이 있거나 한국어를 할 줄 아는 인재를 모아 중·단파 라디오를 감청해 번역을 하여 정보를 수집하는 일을 맡았다. 6.25 전쟁이 일어나자 유엔군사령부이 불리한 상황임을 탐지하고 정부에 연락했다. 미국 국무장관 고문 존 포스터 덜레스의 낙관적인 견해를 전해들은 요시다 시게루는 다나카의 연락을 무시했다. 하지만 전황이 악화하자 6만 명 정도 되는 한국 망명 정권을 받아들일 수 있는지 야마구치현에 타진하는 상황이 되었다. 다나카는 이를 거절했으나 아부정에 난민 수용소를 비밀리에 짓는 계획을 추진했다.
1951년 10월에 야마구치현이 태풍 루스의 피해를 입자 다나카는 현내에 소재하는 경찰예비대에 구조 지원을 요청했다. 오즈키 주둔지에 있던 보통과 제11연대는 후쿠오카현에 있던 제4관구총감부에 연락했는데 총감부는 내각의 명령이 없었고 자연재해 때문에 예비대가 출동한 사례가 없다며 받아들이지 말 것을 지시했다. 그러자 11연대는 부연대장을 총감부에 보내 직접 상황을 설명하도록 했다. 부총감은 기존의 지시를 따르라고 했으나 부연대장은 총감을 직접 만나러 갔고 이에 총감이 도쿄에 있는 경찰예비대 총대총감부에 연락했고 총리대신의 지시가 내려와 출동이 결정됐다. 이를 계기로 재해 파견에 대한 규정이 만들어졌다.

## 역대 선거 기록
|  | 38.95% |

|  | 93.87% |

|  | 26.8% |

|  | 23.4% |

|  | 27.1% |

|  | 21.6% |

|  | 21.8% |

|  | 18.8% |

|  | 22.6% |

|  | 19.2% |

|  | 20.8% |

|  | 20.5% |

|  | 21% |

|  | 17.6% |

|  | 17.5% |

| 전임 아오야기 이치로 | 제29·30대 야마구치현지사 1947년 4월 16일~1953년 3월 24일 | 후임 오자와 다로 |

| 전임 쓰카하라 도시오 | 제16대 총리부 총무장관 1967년 11월 25일~1968년 11월 30일 | 후임 도코나미 도쿠지 |

| 전임 고모토 도시오 | 제35대 통상산업대신 1976년 12월 24일~1977년 11월 28일 | 후임 고모토 도시오 |

| 전임 다니가키 센이치 | 제102대 문부대신 1980년 7월 17일~1981년 11월 30일 | 후임 오가와 헤이지 |